# Benito Quinquela Martín
Benito Quinquela Martín (Buenos Aires, 1 de marzo de 1890-Buenos Aires, 28 de enero de 1977), cuyo nombre de nacimiento fue Benito Juan Martín, fue un pintor argentino proveniente del barrio porteño de La Boca. Hijo de progenitores desconocidos que lo abandonaron en la Casa de Niños Expósitos, siete años después fue adoptado por la familia Chinchella, dueños de una carbonería.
Quinquela Martín es considerado el pintor de puertos y es uno de los pintores más populares del país. Sus pinturas portuarias muestran la actividad, vigor y rudeza de la vida diaria en la portuaria La Boca. Le tocó trabajar de niño cargando bolsas de carbón y dichas experiencias influenciaron la visión artística de sus obras.
Exhibió sus obras en varias exposiciones realizadas en el país y en el extranjero, logró vender varias de sus creaciones y otras tantas las donó. Con el beneficio económico obtenido por estas ventas realizó varias obras solidarias en su barrio, entre ellas una escuela-museo conocida como Escuela Pedro de Mendoza.
No tuvo una educación formal en artes sino que fue autodidacta, lo que en varias ocasiones lo llevó a sufrir menosprecios de la élite artística y la crítica, hacia su trabajo y sus obras. Usó como principal instrumento de trabajo la espátula en lugar del tradicional pincel.

## Trayectoria
La fecha exacta de nacimiento de Quinquela Martín no ha sido determinada con certeza, ya que fue abandonado el 20 de marzo de 1890 en el orfanato La Casa de los Expósitos, con una nota que decía "Este niño ha sido bautizado con el nombre de Benito Juan Martín". Por su forma física, se dedujo que habría nacido 20 días antes, por lo que se fijó el 1° de marzo como su cumpleaños. Hay otras versiones que afirman que esta nota nunca existió y que fueron las autoridades del orfanato quienes tomaron cartas en el asunto.[cita requerida] Lo que sí es cierto es que la madre biológica dejó en el bebé como recuerdo un pañuelo cortado en diagonal, adornado con una flor bordada, pero nunca se presentó para reclamarlo; podría haberse quedado con la otra mitad para intentar encontrarlo en alguna oportunidad, cosa que nunca sucedió y nunca se encontró la otra mitad.
Sus primeros siete años los vivió en un asilo de Barracas al Norte; el artista tenía escasos recuerdos de esa época y aparecía en su memoria como desdibujada y nebulosa. Vivió entre los delantales grises y hábitos negros de las Hermanas de Caridad, careciendo de figuras paternas en una edad crítica para la formación psíquica. Fue una infancia triste y solitaria donde prevaleció el encierro. Sin embargo, su carácter no se vio alterado por estos hechos: siempre fue alegre y compasivo y sus actitudes eran agradables. A pesar de todo, el asilo era amplio y limpio y la comida nunca faltaba.

### La familia Chinchella
Con seis años de edad, el 18 de noviembre de 1896, fue adoptado por Manuel Chinchella y Justina Molina. Benito adquirió el apellido de su padre adoptivo, Chinchella, que posteriormente sería fonetizado al castellano como "Quinquela". “Mi vieja me conquistó en seguida –dicta Quinquela en su autobiografía recogida por Andrés Muñoz y publicada en 1948– y desde el primer momento encontró en mí un hijo y un aliado”.
Manuel, oriundo de Nervi, Italia, era un hombre robusto, de gran fuerza muscular, que había llegado a Argentina para mejorar su situación económica. Vivió un tiempo en Olavarría, por lo cual se le apodó "El gaucho de Olavarría", y luego se trasladó a La Boca, donde trabajaba descargando carbón en el puerto.
Una tarde de trabajo se cruzó con Justina, quien sería su esposa, proveniente de Entre Ríos, de quien se enamoró a primera vista. Justina Molina tenía sangre indígena, venía de Gualeguaychú y era analfabeta, lo cual no le impedía atender la carbonería en el barrio porteño de la Boca con perfecta eficiencia: se acordaba mejor que nadie del estado de cuentas de cada cliente. Previamente había trabajado como sirvienta y en una fonda de la calle Pedro de Mendoza (donde hoy se encuentra el Museo Escuela Pedro de Mendoza, donado por el pintor). Como a Manuel no le agradaba la idea de que se ganara la vida sirviendo, dejó ese trabajo e instalaron juntos una carbonería en la calle Irala al 1500. Manuel Chinchella aprovechaba su fuerza física para redondear los ingresos de la carbonería con trabajos en el puerto, donde cargaba de a dos las bolsas de 60 kg.
Pese a que ambos deseaban un hijo, Justina no podía quedar embarazada. Tomaron la decisión de adoptar uno y fueron a la Casa Cuna en busca de un varón crecidito que pudiera colaborar en la carbonería. Benito en ese momento tenía entre seis y ocho años. El trato de su madre fue tierno sin escatimar en los abrazos, mientras que el trato del padre con el niño era un poco distante, de ruda ternura, pero cada tanto una caricia cuando el padre llegaba del puerto le tiznaba la cara al "purrete" (niño). Mientras el padre trabajaba, la madre y el niño atendían la carbonería y se ocupaban de los quehaceres domésticos.

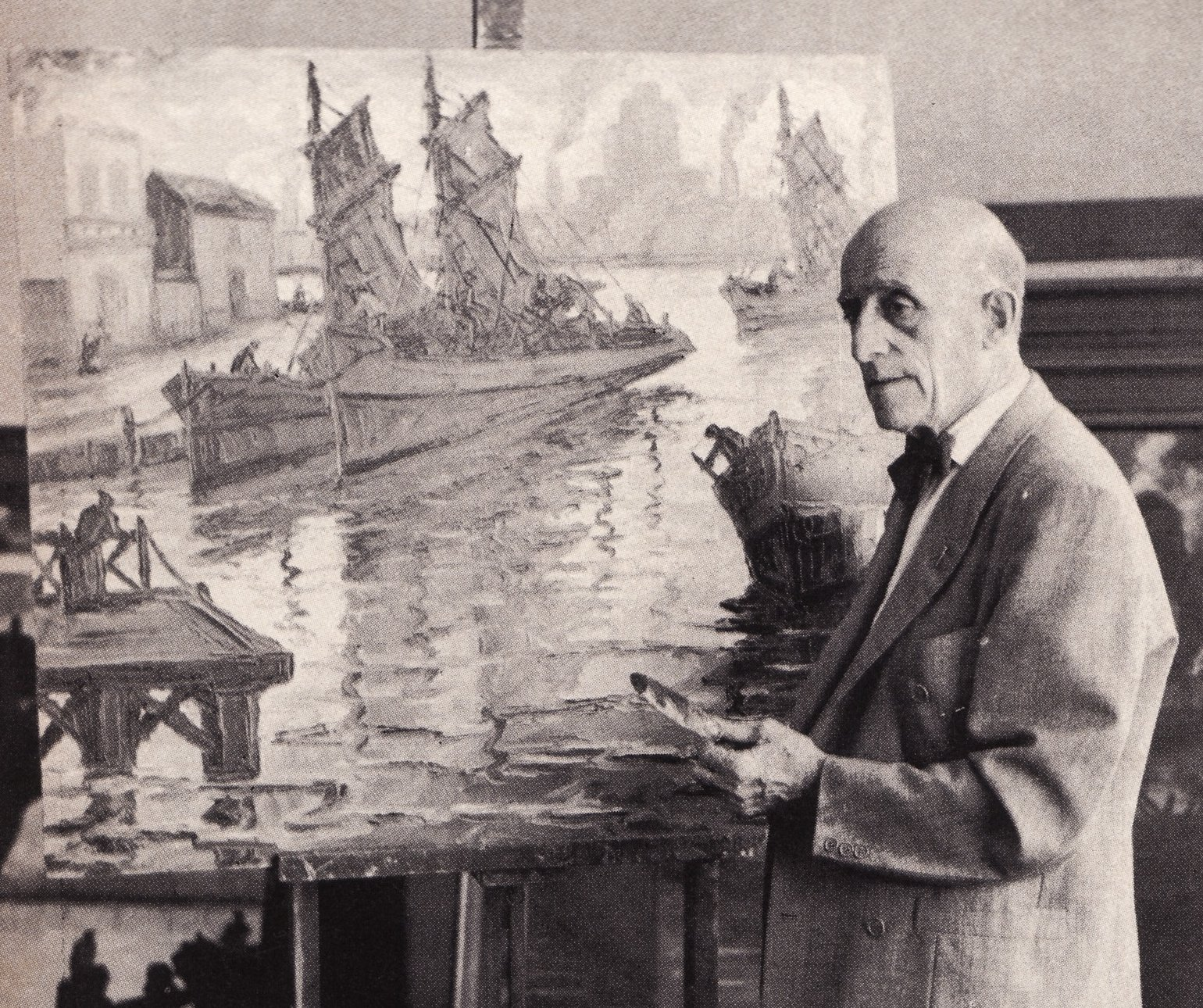
Benito Quinquela Martín en su taller.

Ese mismo año comenzó su educación primaria en la Escuela Primaria N°4, donde sólo estudió hasta el tercer grado debido a la situación económica de su familia. Su maestra fue Margarita Erlin, quien le enseñó los conocimientos elementales: leer, escribir y nociones de matemáticas. Según Manuel los conocimientos adquiridos le permitían no ser estafado.[cita requerida]
Entabló amistad con los mellizos García, conocidos por pendencieros pero inteligentes y capaces. Ellos ayudaron a Benito en sus tareas y cuando supieron que abandonaba sus estudios le enseñaron conocimientos callejeros como usar la honda, tirar piedras con puntería certera y robar alambres de las cercas para emplearlos en defensa propia. En ese entonces se armaban peleas barriales: los de Barracas (descendientes de españoles) contra los de La Boca (italianos).
En 1904 la familia se mudó a la calle Magallanes 970, una zona donde era popular la militancia social y la política parecía ser el camino para construir un futuro mejor. Nacían entonces los sindicatos, los gremios y los centros educativos. Benito comenzó a participar de la campaña de Alfredo Palacios, candidato a diputado socialista. Aunque era menor de edad, lo que aprendió en esos años de trabajo lo inclinaban hacia ese sector político. Colaboró repartiendo volantes y manifiestos izquierdistas y pegando carteles. Esa elección la ganó Palacios y Benito aprendió a luchar por lo que se quiere y entendió que la participación tiene su rédito.
Pero las cosas empeorarían al año siguiente en lo económico y su padre pensó que si podía trabajar en política también lo podría hacer en el puerto. Su tarea era subir barco por barco con una bolsa vacía, llenarla con carbón hasta la parada de los compradores en los diques de Vuelta de Rocha. La paga era de cincuenta centavos cada veinticinco bolsas y el agregado de agudos dolores de espalda. Se destacó en esta labor porque pese a su contextura física -era flaco, menudo y huesudo- contaba con una firme voluntad de hierro. Trabajaba desde las siete hasta las diecinueve horas y, lo apodaron "el mosquito" por el contraste entre su físico y la velocidad del trabajo.

### Sus primeros retratos

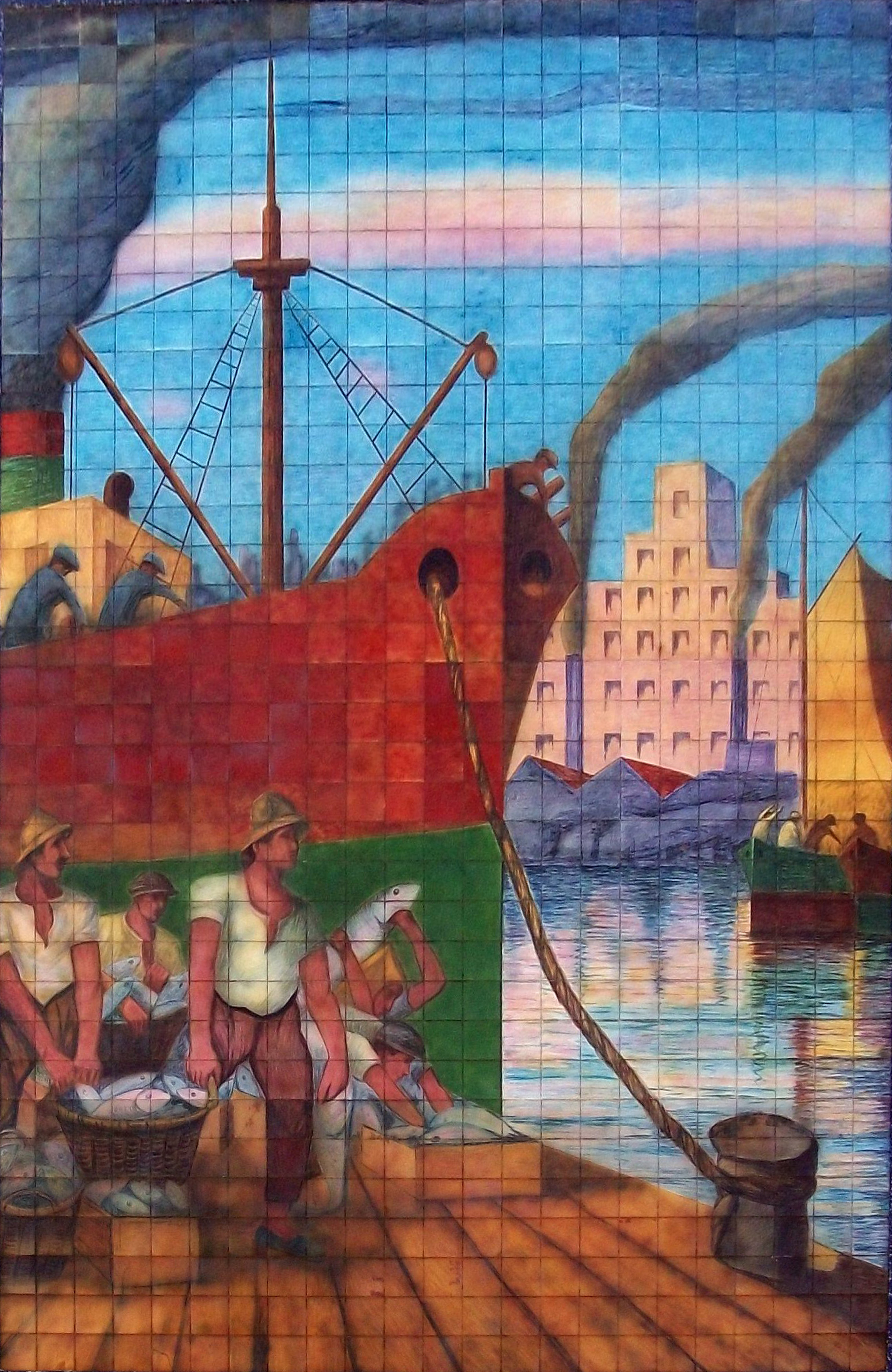
Cuadro Regreso de la pesca exhibido en un mural en la calle Caminito.

Había empezado a dibujar inspirado en las escenas y colores que observó en el puerto, usaba técnicas intuitivas dado que ignoraba los más elementales conocimientos de dibujo, eran rudimentarios, torpes utilizando carbón y lienzos de madera como elemento de trabajo que posteriormente eliminaba para evitar las bromas de sus compañeros.
A los 14 años entró a la Sociedad Unión de La Boca, un centro cultural vecinal donde se reunían estudiantes y obreros para conversar. En esa academia se enseñaba casi de todo, desde música y canto, economía hogareña y otros cursos prácticos, mientras de día trabajaba en la carbonería familiar.
Con 17 años entró al Conservatorio Pezzini-Stiatessi, parte de la Sociedad Unión de La Boca, donde estudió hasta 1920. En esa academia conoció a Juan de Dios Filiberto y otros colegas, con quienes se relacionaría durante toda su vida. Su maestro fue Alfredo Lazzari, pintor que le dio sus primeros conocimientos técnicos sobre el arte. Como práctica le daba yesos donde reproducía dibujos en claroscuro y realizaron excursiones a la Isla Maciel los domingos por la tarde para entrenarse con el dibujo de las escena al natural. Continuó hasta los veintiún años con el curso.
Como este ambiente era muy distinto al que estaba acostumbrado, lleno de carbón y alejado de los libros intentó incorporar todo el conocimiento de golpe, después del trabajo iba a alguna biblioteca para intentar cubrir la carencia de educación formal. De toda la literatura que leyó la que más le impactó fue El arte del escultor francés Auguste Rodin: fue la que le despertó su vocación. En ese texto, Rodin dice que el arte debe ser sencillo y natural para el artista, la obra que requiere esfuerzo no es personal ni valedera, conviene más pintar el propio ambiente que "quemarse las pestañas persiguiendo motivos ajenos"[cita requerida]. De esas enseñanzas Quinquela extrajo: "Pinta tu aldea y pintarás el mundo."[cita requerida] Nunca se apartó de este dicho: su aldea sería el barrio de La Boca, sus vecinos y el puerto.
Durante esta época comenzó a frecuentar las tertulias que se realizaban en la peluquería de Nuncio Nucíforo en Olavarría al 500, donde se conversaba de política, de cultura, de técnicas pictóricas y otros temas y se compartían lecturas y preocupaciones.
En 1909 enfermó de tuberculosis; en esa época, la enfermedad causaba muertes. Sus padres lo mandaron a la casa de su tío, en Villa Dolores, Córdoba, para que se curara con el aire serrano. Fueron seis meses de reposo en los cuales se curó de la enfermedad y conoció al pintor Walter de Navazio, exponente de la pintura romántica que dibujaba los sauces y algarrobos que adornaban el paisaje y con quien pintó al aire libre. Pero el paisaje cordobés no lo inspiraba tanto como el puerto y este ambiente le hizo reforzar su idea de retratar solamente su propio mundo.
De regreso a su hogar, ya con la idea firme de continuar con su obra, montó un taller en los altos de la carbonería, donde recibió la visita de Montero, Stagnaro y Juan de Dios Filiberto, quien además modeló para él. Más tarde se convirtieron en inquilinos del lugar. Esta situación –los óleos sobre el lugar, el constante paso de gente y las discusiones hasta altas horas de la madrugada– sorprendió a los Chinchella. Benito usó huesos humanos para estudiar su anatomía y se difundió el rumor que en el taller habitaban los fantasmas de los "dueños" de los esqueletos: se exageraba tanto que un día un amigo llevó todos los restos óseos al cementerio.[cita requerida] Todo esto no contaba con la simpatía de Don Manuel, porque descuidaba su trabajo en el puerto. Un día, a raíz de las fuertes discusiones y a pesar de que su madre lo apoyaba, Benito abandonó el hogar familiar, aunque siguió trabajando en el puerto para mantenerse y le dedicó más horas a la pintura debiendo alimentarse solo de mate y galletas marineras.
Su vida fue a partir de entonces muy parecida al vagabundeo: durante un tiempo vivió en la Isla Maciel, donde se relacionó con ladrones y malandras, lo cual no le incomodó. Llegó a conocer una escuela de "punguismo" (carterismo) con base en esa zona y le ofrecieron ser parte de ella, pero no le interesó la idea. Pintó muchas telas con imágenes del lugar y aprendió mucho de los punguistas que –además del robo disimulado– tenían una serie de códigos de honor y hermandad que le interesó. Todos estos saberes abrieron su mente e hicieron más rica su pintura.
Montó sus talleres en distintos lugares, desde altillos hasta barcos (tuvo uno en el "Hércules", un navío anclado en el cementerio de embarcaciones de Vuelta de Rocha) sin embargo no duraría mucho con estas mudanzas, los ruegos de su madre para que regresara porque no vivía tranquila, más el consejo que le dio ("Si no te gusta el carbón, buscate un empleo del gobierno") lo hicieron retornar al hogar y conseguir un empleo como ordenanza en la Oficina de Muestras y Encomiendas de la Aduana en la Dársena Sur. Su nuevo empleo consistía en limpiar ventanas y cebar mate, lo que le dejaba tiempo libre para pintar. Trabajó allí hasta que le solicitaron tareas de mensajero y traslado de caudales. Presentó su renuncia indeclinable, temeroso de lo que podía pasar si le robaban una encomienda, para entonces sabía mucho de punguismo.
A los pocos meses, en el año 1910, se presentó en una exposición, una muestra de todos los alumnos del taller de Alfredo Lazzari en la Sociedad Ligur de Socorro Mutuo de La Boca con motivo del veinticinco aniversario de esta sociedad. Participaron Santiago Stagnaro, Arturo Maresca, Vicente Vento y Leónidas Magnolo, todos ellos principiantes y aficionados. Era el debut de Quinquela, quien expuso cinco obras: el óleo Vista de Venecia, dos dibujos realizados a pluma Vista de Venecia y dos paisajes confeccionados con témpera. Estas obras, ahora perdidas (excepto por los dibujos en pluma), eran algo torpes pues no había adquirido la habilidad suficiente en sus manos.
Benito deseaba crecer como pintor y sabía que debía mejorar su técnica para lograrlo. El maestro Pompeyo Boggio le enseñó técnicas de dibujo natural. Junto con Quinquela estudiaron Adolfo Bellocq, Guillermo Facio Hebequer, José Arato y Abraham Vigo, todos ellos se inspiraban en los problemas sociales del país según afirma el crítico Jorge López Anaya. Formaron el denominado Grupo de los Cinco o Artistas del Pueblo y, entre otras actividades, escribieron artículos en el diario La Montaña de Leopoldo Lugones. Perseguían la utopía de transformar la sociedad desde el arte, hallarle un sentido, una función al arte dentro de la compleja sociedad moderna. 
Ante los rechazos que sufrieron Quinquela y sus compañeros para participar en el Salón Nacional, la principal galería que tenía la ciudad, crearon el Primer Salón de los Recusados, dedicados a los artistas no admitidos en el Salón Nacional. Fue creado en la avenida Corrientes 655 en un local cedido por la Cooperativa Artística. Allí Benito expuso Quinta en la Isla Maciel y Rincón del Arroyo Maciel, obtuvo críticas divididas: positiva del diario La Nación y de Crítica y negativa considerada un desacato por parte de los jóvenes pintores por el diario La Prensa, el semanario Fray Mocho y José Gabriel de la revista Nosotros. Lo significante es que la prensa, mal o bien, se había empezado a fijar en sus trabajos.
Se anotó como profesor de Dibujo en la escuela Fray Justo Santa María de Oro, dependiente del Consejo General de Educación, donde los obreros adultos concurrían a completar sus estudios secundarios, en el horario vespertino. Quinquela les enseñaba los secretos del dibujo ornamental con el fin de aplicar el arte a la industria. La idea concebida junto al maestro Santiago Stagnaro era acercar el arte a la clase obrera.

### Nota en la revista Fray Mocho
La revista Fray Mocho le dedicó una nota publicada el 11 de abril de 1916 que hablaba exclusivamente sobre él, redactada por Ernesto Marchese titulada El carbonero donde el autor expresaba la admiración por su obra. Este artículo fue publicado después de que los diarios La Nación y Crítica hicieran una crítica positiva de las pinturas de Quinquela.
Este artículo lo ayudó a tomar la decisión de dedicarse por entero a la pintura y además le permitió conseguir su primer cliente: el inmigrante español Dámaso Arce, radicado en Olavarría, Buenos Aires. Dámaso le escribió alentado por la publicación y adquirió la obra Preparativos de salida, que el pintor entregó en persona a su comprador en el puerto. Allí conversaron y el español se interesó por la vida de Benito, dado que él mismo había adoptado chicos huérfanos porque era incapaz de tener hijos propios. Y tras conocer este caso, se cree que adoptó quince chicos más, con el objetivo de descubrir otro talento artístico. No llegaron tan lejos, pero el último de los niños adoptados estudió pintura y atendió la colección de pintura de su padre, que llegaría a ser el Museo Hispanoamericano de Arte de Olavarría.
Los editores de Caras y Caretas prestaron atención a la nota y publicaron una copia de uno de sus cuadros, lo que provocó que Benito se sintiera a gusto pintando sin tener que esconder sus útiles bajo la bolsa de carbón. Y su padre al leer la noticia en el diario sintió más respeto por la vocación de su hijo y solía comentar: "Tenemos a un gran artista en casa, lo he leído en los diarios".

### Nuevas amistades
Benito se encontraba en el puerto con Facio Hebequer, un pintor con ideas afines sobre el arte. Sostenían que la pintura aprendida en la escuela no es la que está incorporada en el alma y el mensaje transmitido es más importante que la técnica. Ellos junto a otros colegas fundaron Artistas del Pueblo con la idea de incentivar el descubrimiento del arte entre personas de recursos insuficientes que no podían concurrir a institutos privados.
Con Hebequer pintaron en la nueva casa ubicada en Magallanes 887, a donde Benito se fue a vivir con su familia. Además siguió colaborando en las tareas domésticas y con el trabajo del carbón de su padre, aunque la mayor cantidad de horas se la dedicaba a la pintura, generalmente con su nuevo amigo.
Hebequer le presentó además a Pío Collivadino, director de la Academia Nacional de Bellas Artes que lo conduciría por el circuito de las grandes galerías y en viajes. Collivadino se asombró con la pintura de Quinquela, sobre todo con los cuadros de La Boca y cuando le comentó a su secretario Eduardo Taladrid sobre lo que había visto le contagió la curiosidad de conocer al famoso pintor carbonero.
Cuando el padre de Quinquela vio a Taladrid en la puerta de su casa preguntando por un pintor y al ver que era de buenos modales y bien vestido tardó en comprender que ese pintor era su hijo. Cuando se dio cuenta tomó un palo de escoba, como acostumbraba, y golpeó varias veces el techo diciendo, "Benito, te busca un señor de guantes".[cita requerida] Benito abrió una escotilla en el techo y bajó por una escalera de mano de madera. Por esta escalera tuvo que subir Taladrid para conocer el estudio del pintor. En este momento nació la amistad entre ambos. A Taladrid le agradó su personalidad humilde y educada a pesar de ser un artista talentoso.
Taladrid le recomendó pintar en telas grandes y financió de su bolsillo a Quinquela, pues se dio cuenta de que le sobraba voluntad de trabajo pero le faltaban recursos económicos. La beca consistió en materiales, telas, pinturas, marcos y una sala de exposición alquilada para realizar su primera muestra individual. A partir de este momento Benito cambió su forma de trabajar, sus técnicas de pintura. Utilizó exclusivamente la espátula y el pincel lo usó para firmar solamente.
Aunque la beca obtenida lo obligaba a dedicarse firmemente a su labor de pintura, fundó junto con sus amigos Facio y Stagnaro la Sociedad Nacional de Artistas Pintores y Escultores para promocionar la actividad cultural y proteger a los autores.
La primera muestra individual de Quinquela tuvo lugar en la Galería Witcomb ubicada en Florida 364 el 4 de noviembre de 1918, dieciocho meses de otorgada la beca y de un trabajo constante, que él vivió como una oportunidad de progreso. Fueron expuestas cuarenta y ocho obras, los catálogos se agotaron el primer día y en total se vendieron diez cuadros. Collivadino compró la primera obra y la de mayor precio fue comprada por un señor llamado Francisco Baldino a un valor de mil pesos, un monto muy superior a lo que podía haber ganado Quinquela trabajando en el puerto. Esta vez la prensa se mostró a favor del artista, fue considerado el embajador de La Boca y del puerto.

### Primera exposición en el Salón Nacional de las Artes
En el año 1919, después de mucho tiempo de enviar sus obras al Salón Nacional de las Artes, el jurado aceptó una de ellas. Había enviado dos obras: Día de sol en La Boca y Buque en reparaciones pero solamente fue admitida una. Este dictamen enojó tanto a Benito como a Filiberto. Este último propuso presentarse en la exposición armados con cuchillos, robar las telas de ambas pinturas y llevarlas al Salón de los Recusados. Benito aceptó el plan pensando en la publicidad que traería pero al presentarse en el Salón para cometer el hecho se encontraron con las dos obras expuestas. Eduardo Taladrid les había ganado de mano y había convencido a sus influencias de presentar ambos cuadros. Esa fue la entrada de Quinquela al Salón Nacional de las Artes que continuó con los cuadros Rincón del Riachuelo en 1919 y Escena del trabajo, premiado en 1920.
Después de este éxito, Taladrid empezó a organizarle una segunda exposición individual, contando con la ayuda de un artículo del diario La Nación de Julio Navarro Monzó, con el cual se presentó en la Sociedad de Beneficencia de la capital presidida por la señora Inés Dorrego de Unzué. Con estas referencias, la nota y la recomendación de Taladrid, la señora de Unzué se encargó especialmente de conseguir un lugar para la segunda muestra individual de Quinquela. Ese lugar fue el salón del Jockey Club, lugar de reunión de la clase alta porteña.
El día de la exposición se entremezclaron con el público banqueros, terratenientes, industriales y otros miembros de la alta sociedad con carboneros, navegantes y vagos del puerto amigos de Quinquela. Los cuadros se presentaron en marcos de alta calidad, costeados por Taladrid, acompañados por una orquesta con piano y violín que interpretaba obras de Schubert, Schumann, Beethoven y Filiberto. A pesar del lujo, Quinquela nunca se olvidó de sus amistades y de su barrio.

### Chinchella por Quinquela
Para evitar confusiones, Quinquela Martín castellanizó su apellido y lo empezó a escribir con "q" para mantener el sonido original en italiano, en el que, a diferencia del castellano, la "ch" se pronuncia "k". Por medio de un abogado realizó el cambio ante la Justicia. El trámite tardó en hacerse, cuando consiguió la audiencia con el juez aprovechó para cambiar su nombre: de "Benito Juan Martín Chinchella" pasó a ser "Benito Quinquela Martín", eliminando el segundo nombre y pasando el tercero al apellido para simplificarlo y conseguir que en su país natal nadie se confundiera. Esto, sin embargo, provocó que en sus viajes a Italia pronunciaran su apellido "Cuincuela" al ver "Quinquela".
El debut oficial de su nuevo nombre fue en 1920 con un premio a su tela "Escena de trabajo", exhibida en el Salón Nacional y en su tercera exposición individual en la galería Witcomb de Mar del Plata donde presentó veinte obras. A esta presentación se le sumó un viaje en avión a esa ciudad, su primer vuelo. Desde la ventanilla pintó las nubes vistas desde arriba. No se conoce el paradero actual de ese cuadro. En esa ciudad balnearia pintó las vistas de la playa y disfrutó del dinero que obtuvo por esa exposición, el cual invirtió para alquilar su primer taller que fue solamente suyo en la calle Almirante Brown.

### Viajes realizados por el artista

#### Giras en el extranjero
En 1921, ya con treinta y un años, empezó a hacer viajes por el mundo, que se extendieron por diez años. Empezó por Brasil, donde su amigo Taladrid fue nombrado representante internacional de la Sociedad Estímulo de Bellas Artes en la ciudad de Río de Janeiro para incentivar el intercambio cultural entre ambos países. En ese entonces el pintor que mejor representaba al espíritu argentino era Quinquela. Se mudó a esa ciudad brasileña por seis meses donde pintó los paisajes autóctonos. Según sus propias palabras en Río de Janeiro no había tantos pintores porque el cuadro natural era tan hermoso y perfecto que no podía copiarse y mucho menos mejorarse.
Su estancia en Río de Janeiro fue de seis meses porque el salón donde pensaba exponer estaba ocupado por los reyes de Bélgica primero y por la muestra anual de arte brasileño después. Taladrid se ocupó de mantenerlo durante su estadía. El 8 de noviembre de 1921 se realizó la muestra en la Escuela de Bellas Artes (patrocinado por la Sociedad Estímulo de Bellas Artes), contó con la presencia del presidente Pessoa, quien fue invitado por Quinquela en una audiencia privada en la sede presidencial. La comitiva presidencial estaba compuesta por el ministro de Relaciones Exteriores, doctor Acevedo Márquez y otras personalidades cariocas de la política y la cultura. Uno de los cuadros vendidos se exhibe en el Palacio de Guanabara, sede presidencial.
Al regresar, su triunfo como artista fue celebrado en La Boca por sus vecinos que lo sintieron como un éxito propio. Cambió nuevamente de taller, junto a Manuel Victorica y Fortunato Lacámera alquilaron uno amplio en la calle Pedro de Mendoza 2087, esquina Coronel Salvadores con vista al Puente Avellaneda y además lo convirtió en su casa abandonando definitivamente su hogar paterno, porque debía pintar de día y de noche para preparar una exposición en Europa.
Madrid, 1923
El presidente Marcelo T. de Alvear le dio un cargo diplomático en el Consulado Argentino por un sueldo de trescientos pesos mensuales y pasajes gratis. Viajó en el vapor "Infanta Isabel" con destino a Barcelona y de allí a Madrid donde conoció a Eduardo Schaffino, diplomático, pintor y crítico de arte. En su trabajo debió cumplir con seis horas diarias laborales tomando huellas digitales y atendiendo solicitudes de pasaporte. En el resto del día libre visitó cafés y bares locales intentando conocer gente para montar su nueva exposición. Conoció a Santiago Ramón y Cajal, premio Nobel de Medicina con quien visitó el Museo del Prado por segunda vez (ya lo había hecho antes pero se perdió ante la gran cantidad de obras exhibidas).
Además buscó en Madrid una sala de arte para realizar su exhibición, utilizó los contactos que había conseguido y finalmente escogió el Círculo de Bellas Artes de la calle de Alcalá. El 20 de abril de 1923 exhibió veinte telas de su producción:
1- "Día de sol en la boca del Riachuelo" adquirido por Delfina L. Esociega
2- "Momento rosa" adquirido por el Círculo de Bellas Artes
3- "Buque en reparación" adquirido por el Museo de Arte Moderno de Madrid
4- "Descarga de carbón"
5- "Momento azul" adquirido por Ramón Rodríguez
6- "Regreso de la pesca" adquirido por Ramón Rodríguez
7- "Una calle de La Boca" adquirido por Félix Boix
8- "Rincón en el Riachuelo"
9- "En pleno sol" adquirido por el Museo de Arte Moderno de Madrid
10- "Escena de trabajo" adquirido por el duque de Almenara Alta
11- "Buque en el astillero" adquirido por Inés Dorrego de Unzué
12- "Buques en descarga" adquirido por Daniel Sánchez de Rivera
13- "En plena actividad" adquirido por la familia González Barranco  

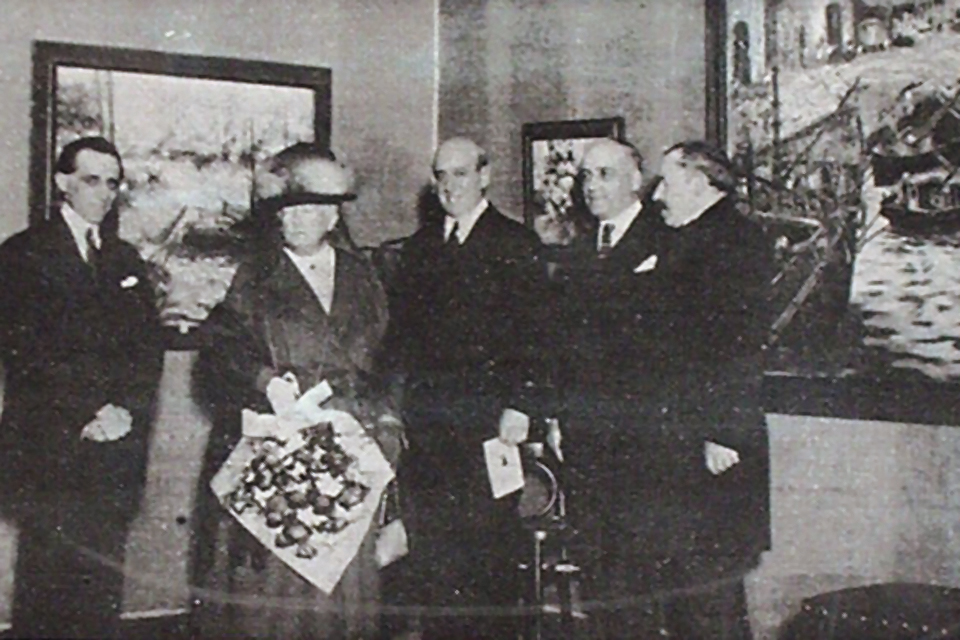
Muestra de Madrid, 1923

14- "Efecto de sol I" adquirido por Gustavo Gilli
15- "Efecto de sol II" adquirido por Félix Boix
16- "Efecto de sol III" adquirido por Félix Herrero Diez de Quijada
17- "Impresión I" adquirido por Nicolás M. de Urgoiti
18- "Impresión II" adquirido por Jorge Roussel
19- "Impresión III"
20- "Impresión IV"
Fueron veinte días de exposición, visitada por todos los personajes de la aristocracia española y los argentinos residentes en ese país, con excepción del cónsul Schiaffino que se había peleado con Quinquela a raíz de una discusión sobre la escritura del catálogo de su exposición. Ayudó a la exposición el interés del rey Alfonso XIII, quien lo recibió previamente en su palacio y quedó sorprendido por la humildad, simpatía y carisma del pintor. Además la Infanta Isabel se acercó a conocerlo y lo invitó a su residencia donde compartieron la hora del té conversando sobre Argentina y España. Los resultados de esta exposición fueron dos cuadros comprados por el Museo de Arte Moderno de Madrid, Buque en reparación y A pleno sol, y coleccionistas particulares compraron otras telas. La crítica elogió el trabajo y el Círculo de Bellas Artes ofreció un banquete en su honor. Además se le ofreció una condecoración por ser el primer argentino que figuraba en el Museo de Arte Moderno, pero él se negó por sentirse ante todo pintor de La Boca y por no sentirse preparado por su condición de artista de barrio y carbonero según sus propias palabras.
A su regreso, postergado por más de un año, todo el país lo recibió con alegría. Trajo consigo el dinero suficiente para comprar la casa que sus padres utilizaban de carbonería, era alquilada y el negocio estaba en quiebra, y cerrarla. Ya los padres podían descansar tranquilos porque su hijo se podía ocupar de su futuro. Benito conservó su taller pero volvió a vivir en la casa paternal, ahora propia y retomó su ritmo de trabajo intensivo.
Participó en la exposición Sociedad Amigos del Arte de Buenos Aires, realizada el 6 de noviembre de 1924. La exposición contó con la presencia del presidente Alvear que era también coleccionista de arte y quien al conocer personalmente a Quinquela entabló amistad con el pintor. En este evento el Ministerio de Marina adquirió la obra "Día de sol en el Riachuelo", siendo la primera en ingresar a un establecimiento militar argentino.
Su nuevo amigo, el presidente Alvear le aconsejó exhibir las obras en París, en ese momento considerada la meca del arte. Allí empezó a planear su segundo viaje a Europa. Después de encerrarse una temporada en su taller para preparar las telas. Tuvo todo listo en noviembre de 1925 y se embarcó en el vapor "Massilia", quince años más tarde este navío traería a Argentina a los intelectuales españoles exiliados.
Una vez en Francia se contactó con Charles Bourdelle y Filippo Tommasso Marinetti entre otras personalidades del arte y la cultura de ese país. Fue rápidamente aceptado además como un dibujante de culto y realizó varios dibujos siguiendo el estilo onírico introspectivo que proponía la corriente vigente en ese momento. Estos trabajos no fueron tomados en serio por Quinquela, se paseaba entre los pintores como un observador entremezclado, los consideraba innecesariamente extravagantes, más tarde le diría a Andrés Muñóz:

"...Como tenía curiosidad de conocer de cerca a esos proselitistas del futurismo, escuela que todavía gozaba entonces de cierta boga, me hice pasar entre ellos por futurista. Les hacía dibujos raros y ellos los consideraban estupendos,[...] Como no se sentían capaces de seguir las huellas de los grandes maestros de la pintura, ni de crear la propia, se refugiaban en la extravagancia."

Expuso sus trabajos en la galería Charpentier de París, la muestra se inauguró en noviembre de 1925 y contó con la presencia de 24.700 visitantes. Camille Mauclair, reconocido crítico de arte, redactó el catálogo. Una de sus obras "Tormenta en el astillero" pasó a ser parte de la colección del Museo de Luxemburgo y se exhibió en el Museo Jeu de Paume. A excepción de "Crepúsculo" el resto de las pinturas permaneció en Francia.
Antes de regresar a su país natal, la cancillería francesa dio una cena en su homenaje, donde concurrieron los personajes más selectos de la aristocracia local. Consistió en un banquete que costó 60 francos por cubierto, costo que Quinquela no podían pagar, por lo que organizó un segundo banquete a un costo de 6 francos por cubierto, al cual asistieron todos los futuristas que el pintor no quiso dejar de lado pese a considerarlos algo raros.
De vuelta en su país y en su casa se reunió con el presidente Alvear quien le preguntó todos los detalles del viaje y quien en sus ratos libres, visitaba su estudio sin reparo de sentarse en el suelo o mancharse con pintura. Además siguió recibiendo la visita de todos los colegas y artistas varios conoció a lo largo de su vida. Al ver tanta gente reunida en las celebraciones de bienvenida, surgía un espacio para la creación, la discusión y la libertad de pensamiento.
En junio de 1925 nació el proyecto "Peña del Café Tortoni" donde se realizaron las actividades de la Sociedad de Artes y Letras en la cual Quinquela fue parte de la comisión directiva. Se realizaron conciertos, conferencias, exposiciones y recitales además de auspiciar todas las expresiones de arte popular. Se leyó poesía, se estudió el tango en presencia de reconocidos artistas locales y de la región incluyendo a Alfonsina Storni, Juana de Ibarbourou, Carlos Marchal y Juan de Dios Filiberto entre otros.
Le faltaba visitar Estados Unidos para completar la gira, lo hizo en 1927 viajando en el vapor American Legion. A su llegada conquistó el amor de una mujer sin saber ni una palabra de inglés, ayudado por traductores y el lenguaje de la pintura. Se trataba de Georgette Blandi una escultora viuda apasionada del arte y poseedora de un gran poder adquisitivo. Además fue su madrina artística durante la gira, se ocupó de todo lo necesario para su exposición en Nueva York que se realizó en la Anderson Galleries en marzo de 1928 con treinta óleos.
La temática fue la clásica, el paisaje portuario esta vez acompañado por escenas de fundición y carga de hornos con visiones impresionistas del fuego. El público no se presentó enseguida pero lo fue haciendo a medida que aparecieron las críticas favorables de la prensa local. En total fueron vendidas cinco obras: Día de sol y Día gris en La Boca que pasaron a ser parte de la colección del Metropolitan Museum y Sol de mañana comprada por H.O, Havemayer, coleccionista privado. Este último cuadro carecía de la firma del pintor por una omisión de su parte, lo firmó delante del comprador, quien pagó por ello mil dólares adicionales.
Además el magnate de apellido Farrel, dedicado a la industria metalúrgica le encargó decorar con murales todos sus establecimientos metalúrgicos, un trabajo que demandó tiempo pero la oferta de medio millón de pesos argentinos era satisfactoria. Sin embargo Quinquela se consideraba el pintor de La Boca y del puerto, este motivo lo llevó a rechazar la oferta valiéndose del argumento de que "La Argentina necesita de artistas, y en consecuencia, considero que mi trabajo pertenece a mi país. Por lo demás, en Estados Unidos hay muchos pintores muy buenos, que tienen más derecho que yo a decorar sus fábricas".
La visita terminó al igual que las anteriores con un banquete en su homenaje. Esta vez el evento incluyó la visita del conde de Rivero, director del Diario de la Marina quien lo invitó a exponer sus obras en los salones que el periódico poseía en La Habana. Quinquela aceptó porque esta exposición no demandaría tiempo ni búsqueda de salón, ya estaba todo incluido. Fueron expuestas veintiséis obras vendiéndose dos: Contraluz que las compró el conde y Niebla en el puerto que adquirió el doctor Felipe Camacho.
Antes de retornar se despidió en Nueva York de sus nuevos conocidos y de Georgette, quien ya había atrapado su corazón a tal punto que en su testamento le dejó una suma de cien mil dólares, que por cuestiones burocráticas de Estados Unidos nunca pudo cobrar. Además siempre la recordó como una mujer y artista de grandes cualidades.
A su regreso lo estaba esperando el presidente Alvear con otro agasajo realizado en la Sociedad Verdi de La Boca al que asistieron funcionarios y personalidades de la cultura. Hubo música, desfiles callejeros y la presencia de los bomberos voluntarios de La Boca para garantizar la seguridad. Esa noche Quinquela tuvo la certeza de que obró correctamente cuando rechazó la oferta del señor Farrel. Además su amigo el presidente de la República compró la obra Puente de La Boca para obsequiárselo al príncipe de Gales.
Terminó la celebración y Quinquela empezó los preparativos para exponer en Italia e Inglaterra además de dos pinturas que se colocaron en el Teatro Regina. Una vez preparadas sus pinturas, se embarcó en el vapor Conte Verde rumbo a Italia, visitando Roma, Milán y Nápoles. En la capital italiana lo esperó el embajador Fernando Pérez quien se encargó de los preparativos de la muestra que se llevó a cabo en el Palazzo delle Esposizioni ubicado sobre la vía Milano. El rey Vittorio Emanuelle III y el presidente Benito Mussolini visitaron la exposición. Este último compró el cuadro Momento violeta para el Museo de Arte Moderno de Italia. Además otros cuadros Sol de mañana y Actividad en La Boca pasaron a ser parte de coleccionistas italianos. Su presencia en Roma motivó el interés de Pio XI, el Papa de ese entonces, que lo llevó a conocer la colección de arte de la Ciudad del Vaticano y lo entrevistó en audiencia privada.
Volvió a su hogar e inmediatamente preparó el viaje a Inglaterra, para la que consistiría en su última muestra internacional. Corría el año de 1930. Esta vez el barco sería el Arlanza, otro vapor. Llegó a Londres y buscó una galería que pudiera albergar su muestra. No sabía el idioma local, tuvo que acudir a un amigo que consiguió, el español Pedro Morales radicado en la capital inglesa desde 1910. El lugar fue la galería Burlinghton y tuvo buena aceptación. En este lugar un periodista del Daily Express entrevistó a Quinquela y le preguntó por qué no dibujaba mujeres. Su respuesta fue que aún no había conocido a la mujer ideal. Otro periodista publicó un artículo donde sostenía que la mujer ideal era inglesa y le sugería aprovechar su estadía para buscarla. A partir de la publicación de esta nota le empezaron a llegar cartas de candidatas para sus cuadros y Benito accedió a elegir una por diplomacia. La elegida fue Miss Gladis con quien tuvo un romance, además posó para un cuadro que tuvo buena aceptación entre el público y le formuló una propuesta de casamiento de nunca se llevó a cabo.
Los resultados de la muestra fueron siete cuadros vendidos, uno al Museo de Arte de Londres, otro al Birmingham, otro al Scheffield, otro al Swansea, otro a la Tate Gallery y tres al Museo de Nueva Zelanda. De este último Museo la compra la hizo su director James B. Manson que lo comparó con Van Gogh por el impresionismo de su obra. El príncipe de Gales cedió la obra de su propiedad, donada por el presidente Alvear, para la exposición. Este fue el último de los largos viajes del pintor aunque tenía invitaciones de Alemania, Estados Unidos y Japón las cuales desechó porque Justina, su madre -muy anciana ya en ese momento-, sufría durante sus ausencias.
No se separó de su madre hasta que ésta falleció en 1948, pero tampoco abandonó sus primeras amistades, la Peña del Tortoni por él inaugurada, ya era un clásico en la vida porteña. El dueño del Tortoni Pedro Curuchet celebró su regreso ya que le sumaba fama a su café. Tampoco dejó su trabajo: empezaban los viajes por el interior del país.

#### Giras en Argentina
El 19 de julio en el Museo Rosa Galisteo de Rodríguez ubicado en Santa Fe realizó la primera muestra en el interior argentino. Sus obras fueron compradas casi en su totalidad por la Facultad de Ingeniería de Santa Fe y por la de Rosario.
En 1943 viajó a Tucumán invitado por el gobierno provincial, se presentó con veinte cuadros al óleo y por primera vez en su carrera con grabados. Venía experimentando con esta técnica desde 1940 bajo la influencia de Joseph Pennell que había conocido en los Estados Unidos. Lo ayudó Salvador Boruzzo con la prensa y luego Quinquela retocaba con lápiz y diferente barnices. La exposición la realizó en el Museo de Bellas Artes de la capital tucumana presentando veinticinco grabados. Estos aguafuertes fueron una solución a las dificultades económicas que debió superar durante su vida.
En 1944 realizó una segunda exposición en la galería Witcomb. Contó con setenta y cuatro cuadros, entre óleos, aguafuertes y dibujos. Después de 27 años de su primera exposición en 1918 siguiendo su lema de que el tiempo embellece las cosas por eso se debía esperar para exponer en un mismo lugar. El resultado fueron ventas por cien mil pesos contra los cinco mil que había recaudado en su primera experiencia.
Las siguientes exposiciones fueron Mar del Plata, Mendoza y Rosario en donde junto a Victorica organizaron una muestra en homenaje a Alfredo Lazzari en el Museo Municipal Juan B. Castagnino supervisado por Horacio Callet-Bois el mayor promotor de arte de la provincia de Santa Fe. Fueron expuestos treinta y siete óleos, diez dibujos y veinticinco aguafuertes que ocuparon toda la planta baja del edificio. Con entrada gratis para que todo el mundo pudiera acceder a ella.
En 1953 nuevamente la galería Witcomb hospedó su última muestra individual y una de las de mayores concurrencia en la historia del arte de Argentina, cerca de diez mil personas por día la 
visitaron formando largas colas por la calle Florida. Fueron sesenta obras que se expusieron divididas en cuatro grupos por armonía de color, un grupo por tonalidades grises, otro con tonalidades de día de sol, un tercero con imágenes de cielos y días nublados y el cuarto con imágenes nocturnas del puerto.
Otras exposiciones menores fueron en Bahía Blanca, 34 óleos, 6 dibujos grandes y 14 grabados, el día de la inauguración del Museo de Bellas Artes de la ciudad. En Córdoba en 1955, en Tres Arroyos y Coronel Dorrego en 1956 y en Tandil, en septiembre de 1958.
El 12 de octubre de 1959 en el Salón Dorado de la Municipalidad de La Plata se realizó la última exposición individual donde presentó cuarenta y cinco obras, entre óleos, dibujos y esmaltes sobre hierro. James Bolívar Manzo, director del Museo de Bellas Artes, tuvo a su cargo la dedicatoria del catálogo de presentación. Esta fue la última exposición individual, continuó con sus obras solidarias y culturales.
Fue Presidente Honorario, el primero, del Museo de Bellas Artes General Urquiza que albergó obras de distintos pintores argentinos incluyendo Hora Azul en la Boca una de las diez clasificadas dentro de los nocturnos.
En 1972, ya anciano, y sin haber concurrido nunca a la Universidad, solamente tenía aprobados los dos primeros del primario fue nombrado Profesor Honorario de la Universidad de Buenos Aires

### Donaciones hechas por Quinquela
En La Boca, a su regreso, comenzó a buscar la forma de ayudar a su vecindario, gente muy humilde que apenas conocía lo que era el arte. El primer paso fue la creación del Instituto Sanmartiniano cuyo primer presidente, el doctor Pacífico Otero, reconoció que Quinquela era el principal impulsor. Y el segundo proyecto nació de la necesidad de contar con una escuela primaria que reemplazara a las actuales, ubicadas en inmuebles de alquiler con escasas comodidades. Compró un terreno para construir una escuela para mil niños repartidos en dieciocho aulas decoradas con murales de su creación representando las diferentes profesiones y trabajos. Se chocó con un contratiempo, el dueño del terreno quería cincuenta mil pesos, una cifra muy elevada pero que fue aceptada por Quinquela. Pero al ver el proyecto iniciado, el dueño de la propiedad, un millonario, se echó atrás y duplicó el valor de la operación. Después de duras negociaciones el valor bajo a los setenta mil pesos y provocó que Benito se endeudara para cumplir su deseo. Otro inconveniente fue que sus colegas decían que él no podía decorar una escuela por no tener la técnica adecuada. Finalmente y previa firma de un documento que lo responsabilizaba de los desastres que pudiera provocar su diseño, ya que de arquitectura no tenía muchos conocimientos y era testarudo. En el frente del establecimiento se colocó un mascarón de proa considerado un adefesio por los constructores y en el interior pintó dieciocho murales. El 19 de julio de 1936 se inauguró la escuela en Pedro de Mendoza 1835 con una fiesta popular en el barrio, la presencia de los bomberos voluntarios de la zona, de Avellaneda y San Fernando, varias Sociedades de Fomento, escultistas y la Sociedad Colombófila que soltó diez mil palomas. El padrino fue el entonces presidente Agustín P. Justo y fue bendecida por el cardenal Copello. La escuela fue bautizada con el nombre de Pedro de Mendoza, Consejo Escolar Número 4. Él se negó a darle su nombre pero se la conoce como «la escuela de Quinquela».

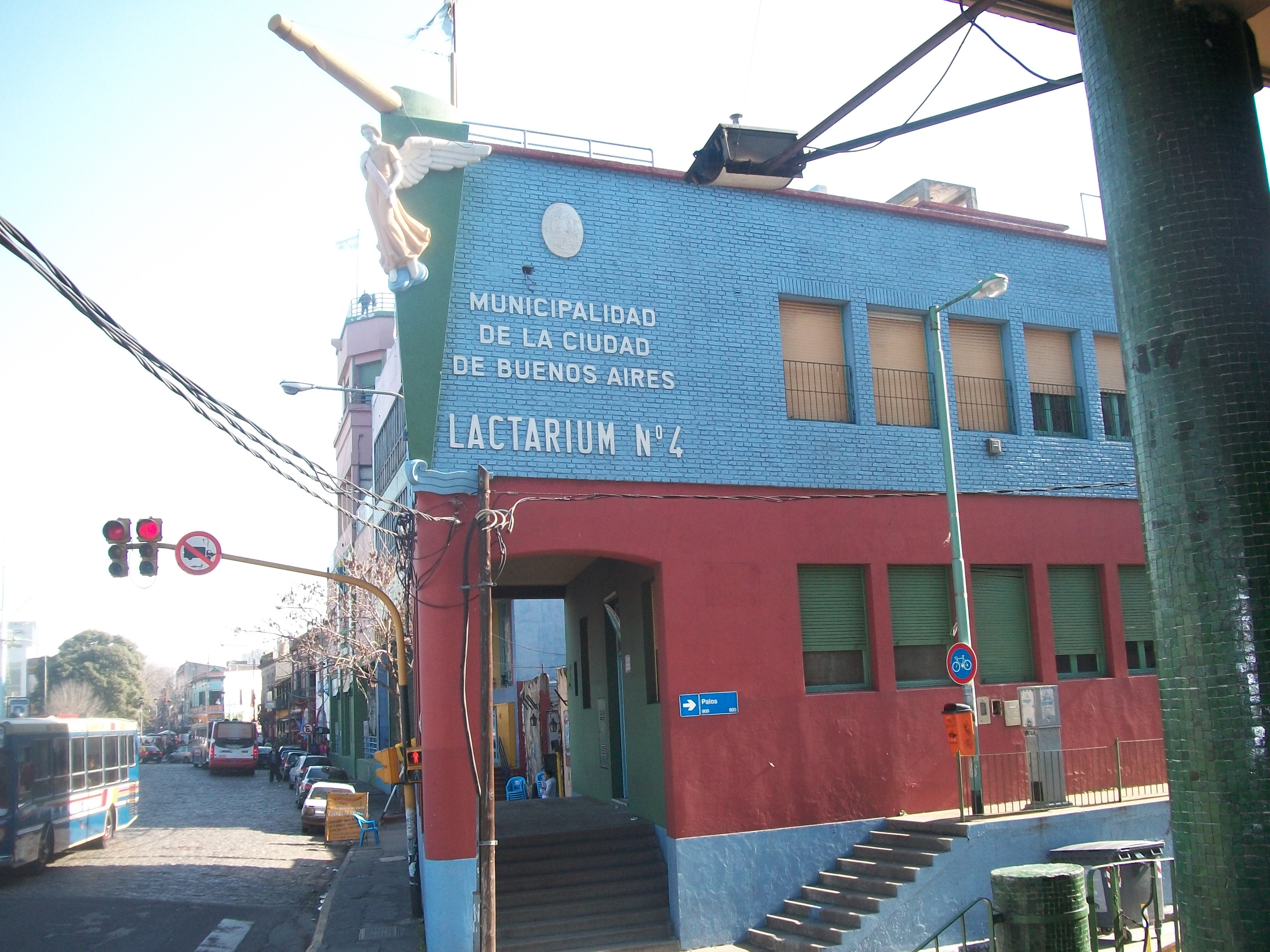
Lactario Municipal Nro. 4.

El Jardín de Infantes Nro. 6 (hoy Jardín Maternal Quinquela Martín, en la calle Pedro de Mendoza 1803), el Lactario Municipal n.º 4 y la Escuela de Artes Gráficas fueron donadas por Quinquela. Con el último edificio tuvo inconvenientes con la donación por procesos burocráticos en el gobierno que duraron un año. Cuando se trató el proyecto en el Congreso, el diputado Poblet Videla propuso darle el nombre del pintor; pero él estaba presente en la sala en un palco y gritó que eso no era posible porque no se había muerto. Ante la insistencia del pintor que no atendía las indicaciones de un policía que pedía silencio el diputado retiró su moción.
De Diputados pasó a Senadores y de allí al Poder Ejecutivo, que lo derivó al Ministerio de Obras Públicas y éste a la Dirección General de Arquitectura. Cada instancia con su papeleo y tiempo perdido. El proceso terminó con un decreto en 1944 de Edelmiro Farrel que dio comienzo inmediato a las obras pero un empleado público acusó al pintor de querer publicitarse y vender más caros sus cuadros y por eso usaba patrimonio público, y logró que el presidente diera marcha atrás con su decreto. Quinquela solicitó la mediación de Perón, coronel en ese entonces, que lo apoyó en su idea. La construcción empezó en 1947, con Perón en la presidencia, con un atraso de siete años. Actualmente funciona como Escuela de Artes Colegio Industrial llamada en ese momento Armada Argentina. Luego de varios años se cambió el nombre y pasó a ser Escuela Técnica n.º 31 «Maestro Quinquela» donde, actualmente funciona en el turno de la noche un curso de fotografía gratuito.
En forma paralela a esta obra, mientras continuaba pintando y siendo parte de la Comisión Directiva del Círculo de Bellas Artes, comenzó a proyectar un hospital, también en la década de los 40, proyecto aprobado por el Concejo Deliberante en 1941, revocado por la intendencia en 1943 porque en esa zona funciona el hospital Argerich y provocó que en vez de hospital sea lactario que sí hacía falta. El 4 de octubre de 1947 abrió sus puertas el Lactario Municipal Nro. 4 con otro festejo popular. Sin embargo el hecho de que en vez de hospital sea lactario provocó que la emoción no fuera completa para Quinquela.
El Jardín de Infantes Nro. 61 fue la última donación del pintor, ubicado en la calle La Madrid 648, inaugurado en terrenos donados por el pintor en el año 1948.
El Museo de Mascarones de Proa, murales para varias instituciones fueron donaciones menores realizadas por Quinquela. Conversando con su amigo Andrés Muñóz -quien además fue su biógrafo- Quinquela explicó que las donaciones respondieron a un impulso sentimental de pertenencia al barrio, que toda la obra está realizada dentro de él y no le sería posible vivir fuera de La Boca.

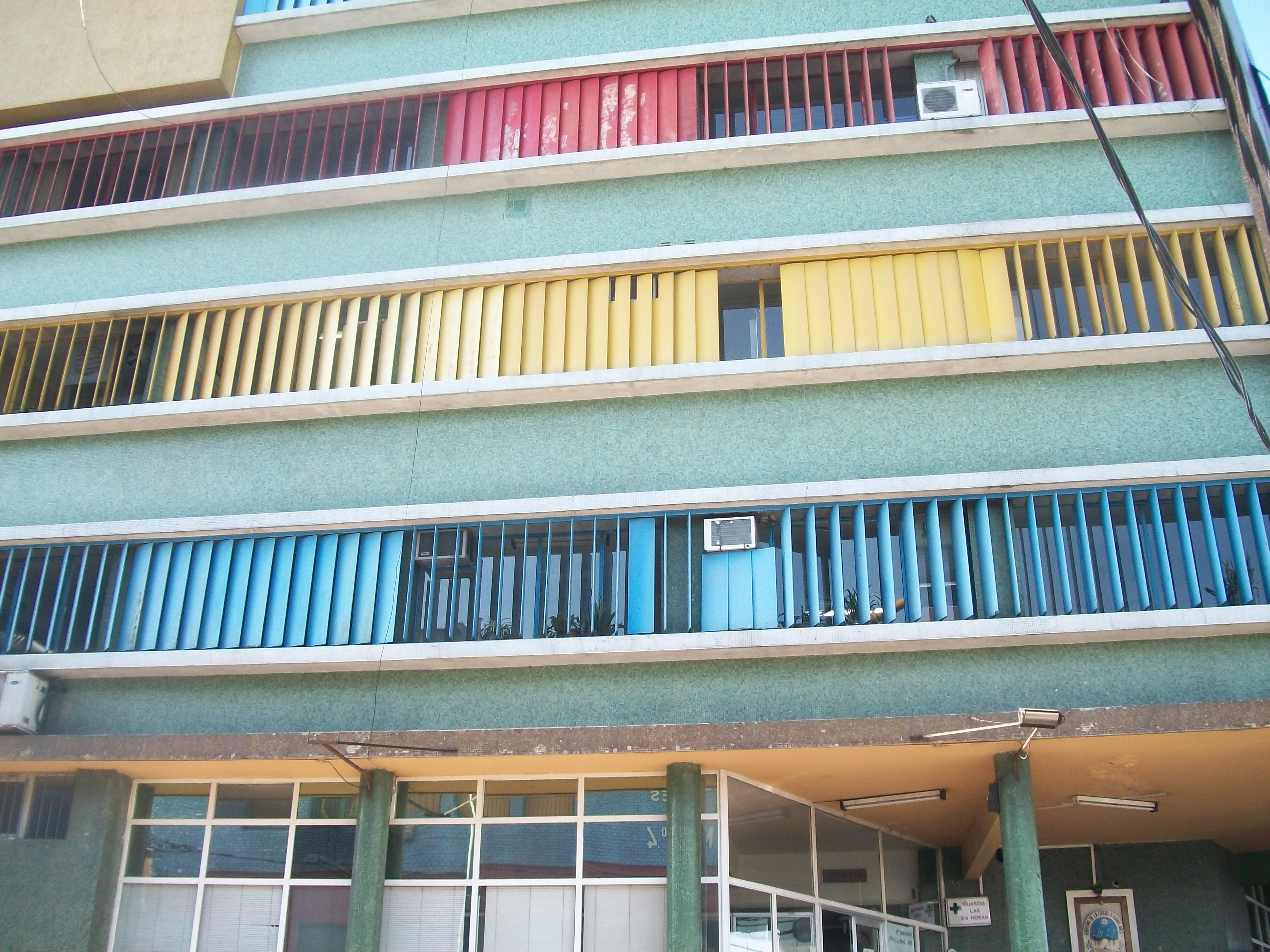
Hospital Municipal de Odontología.

El Instituto Odontológico Infantil construido en otro terreno donados por él se inauguró en 1959 en la calle Pedro de Mendoza 1797 brindando asistencia a 800 niños diariamente y aún funciona como Hospital Municipal de Odontología Don Benito Quinquela Martín a pesar de que en sus inicios el pintor se negó a que llevara su nombre.
La última obra de solidaridad de Quinquela fue el Teatro de la Ribera, en Pedro de Mendoza 1821, cuya construcción se inició en 1966 dentro de uno de los terrenos donados por el pintor. Actualmente es parte del Complejo Teatral Enrique Santos Discépolo.

### La segunda República de La Boca
El 19 de octubre de 1943 se disolvió la Peña del Tortoni y Quinquela intentó buscar otro espacio para cubrir el vacío que se produjo, poder llevar a cabo las reuniones sociales y los encuentros culturales. Uno de esos espacios lo llamó "La Orden del Tornillo", una especie de logia de artistas, pensadores y locos de todo tipo que se encontraban para hacer libre uso de su imaginación o lo que denominaron falta de cordura. A los miembros ingresantes se les entregaba un tornillo representando lo que les faltaba de la cabeza y que garantizara que siempre les faltara, que nunca fueran cuerdos. Benito fue el gran Maestre de esta organización por ser el más intrépido de los artistas argentinos. Se reunió con los integrantes de esta agrupación por el resto de su vida.
El otro lugar de reuniones fue la República de La Boca, un nuevo país con fronteras poco claras, con geografía móvil y poblada por lunáticos. Víctor José Molina fue el presidente y dictador de este país y Quinquela fue nombrado Almirante de Tierra y de Mar, el mayor Eduardo A. Olivero fue el jefe de la Policía Aérea.
Esta forma de nacionalismo representa el pensamiento de Quinquela, y se puede ver en la "Constitución" que rigió en esta nación.
Fue entrevistado por Pipo Mancera para su programa Sábados Circulares, viviendo en el tercer piso situado en la calle Pedro de Mendoza, cuando donó 27 fotos y varias de sus pinturas con un valor estimado de 50 millones de pesos. Dijo durante la entrevista que "Todo lo que es trabajo es un deber entregárselo otra vez al estado". Comentó que la idea de donar sus obras, como una forma de legado y regalo al estado, fue la del mismo presidente del consejo. También aprovecharon ese momento para que el señor Córdoba, director general del supermercado Gigante, le regalase un cheque por 100.000 pesos, el cual lo destinó a 3 cooperadoras: "El infante", "La Escoba Nuestra" y al "Instituto Montorro", de niños necesitados.
Quinquela se inspiró en los diversos paisajes que le ofrecía La república de la Boca como La famosa vuelta de Rocha, en donde se encontraba por aquel entonces el "Barco Washington", un viejo barco de la marina nacional. Otros sitios como "El instituto Doctor Olifantil" ("Un lugar donde se pone el color al servicio del dolor"), "La Escuela de Artes Gráficas" y "El Teatro Escolar" organizado por el consejo de educación, le sirvieron de inspiración cultural para sus obras.

#### Calle Caminito

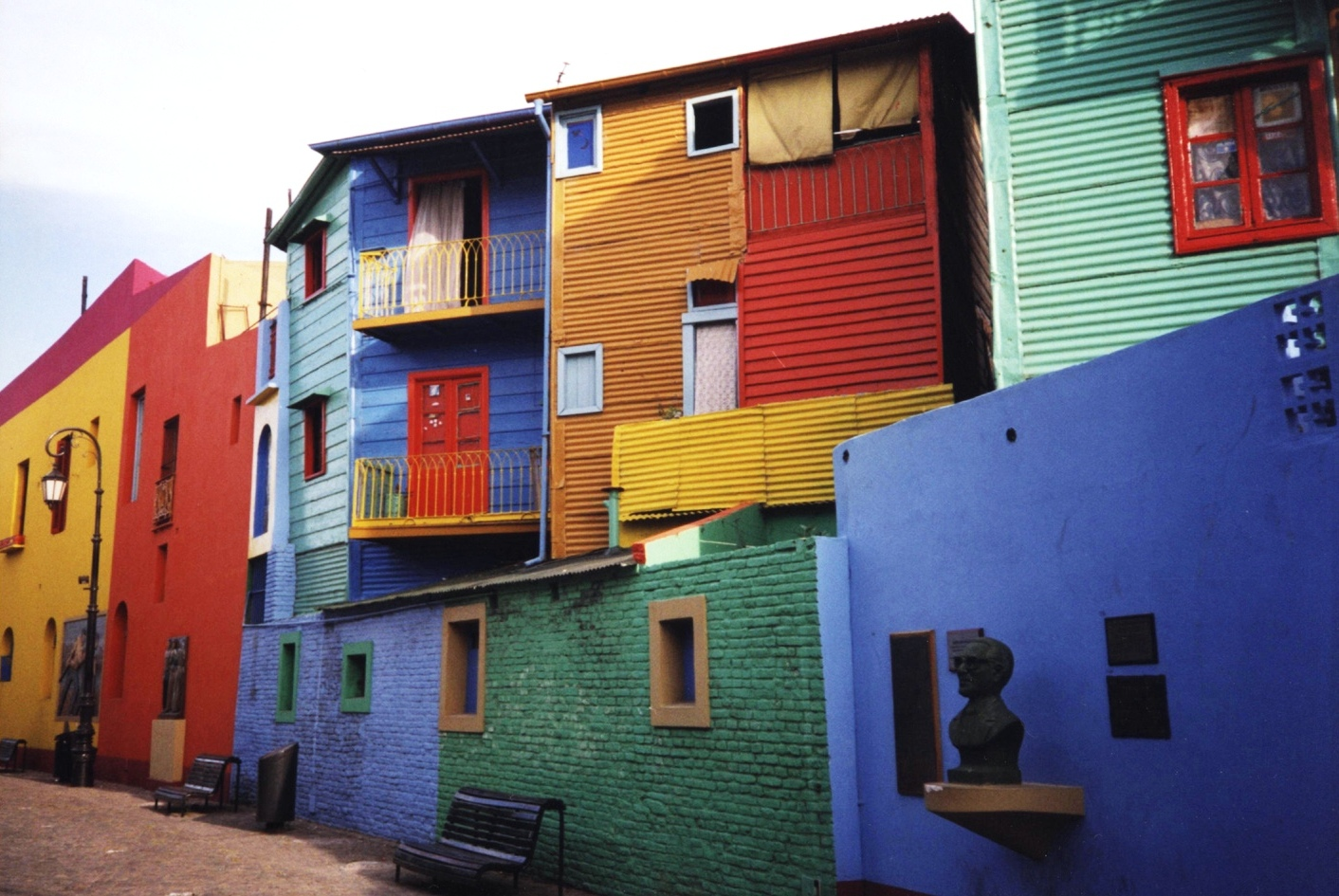
Calle caminito, obra colectiva de Quinquela Martín.

En 1950 un grupo de vecinos, entre los que se encontraba el pintor boquense Benito Quinquela Martín, decidieron recuperar una vía de tren abandonada. En 1959, a iniciativa de Quinquela Martín, el gobierno municipal construyó allí una calle museo, con el nombre que le había puesto el tango, "Caminito".

Un buen día se me ocurrió convertir ese potrero en una calle alegre. Logré que fueran pintadas con colores todas las casas de material o de madera y zinc que lindan por sus fondos con ese estrecho caminito (...)Y el viejo potrero, fue una alegre y hermosa calle, con el nombre de la hermosa canción y en ella se instaló un verdadero Museo de Arte, en el que se pueden admirar las obras de afamados artistas, donadas por sus autores generosamente.
Benito Quinquela Martín

En 2019, Caminito fue restaurado con sus colores originales como cuando Benito lo había hecho en la primera vez. Cabe mencionar que se trata del lugar más visitado turísticamente de Argentina.

### Cine
Hizo de él mismo en la película He nacido en la ribera junto a Susana Giménez, Santiago Bal. Ricardo Darín entre otros. El film dirigido por Catrano Catrani y el guion de Víctor Tasca fue estrenado el 19 de agosto de 1972. Se trató de una comedia musical que narra la vida de un joven llamado Miguel Notari que quiere ser futbolista. Se desarrolló en el barrio de La Boca y en la cancha del club del mismo nombre.

### Casamiento
Un día contrajo una gripe que derivó en una hemiplejía. Tuvo que luchar para recuperar la motricidad y lo logró pero sus fuerzas no eran las de antes y no se animó a seguir viviendo solo. Su amigo Raúl Andrade le prestó una casa en la calle Suárez 1620.
Soltero y sin herederos decidió casarse por primera vez a los 84 años de edad con su secretaria de toda la vida, Alejandrina Marta Cerruti. La boda se llevó a cabo el 15 de marzo de 1974 siendo testigo el director del Museo de Bellas Artes de Artistas Argentinos "Benito Quinquela Martín", Guillermo de la Canal. Su esposa, como única heredera, recibió todos sus bienes.
Ese mismo año Alpargatas reprodujo el cuadro Sol y niebla y editó un disco simple, doble faz, con temas de Aníbal Troilo y un poema de Cátulo Castillo dedicado al pintor.

### Fallecimiento

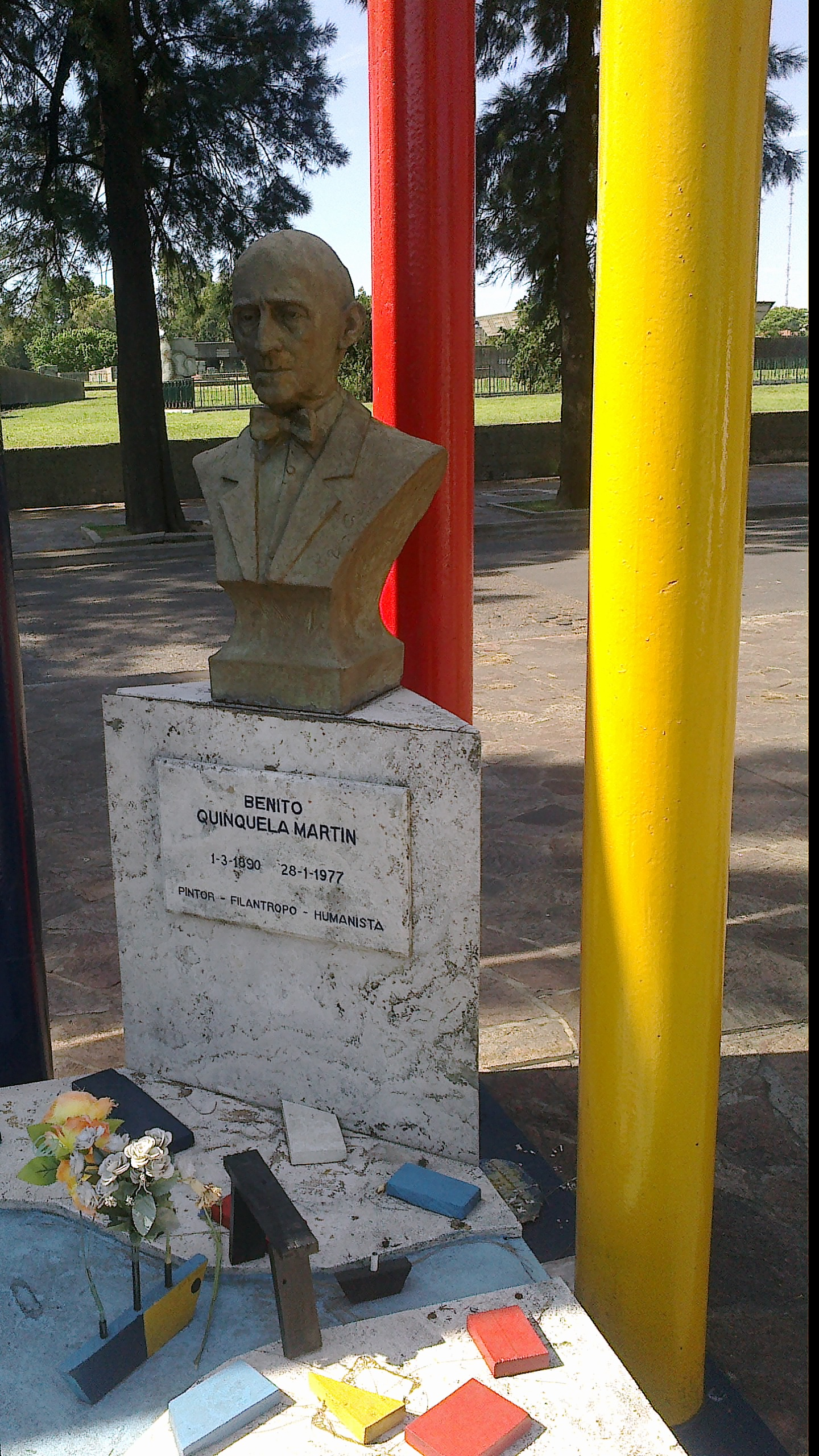
Mausoleo de Quinquela Martín, en el cementerio de la Chacarita.

El martes 28 de enero de 1977 falleció en la habitación 107 del Instituto del Diagnóstico a causa de una complicación cardíaca. Sus restos fueron velados en su casa y estudio de toda la vida y lo enterraron en un féretro fabricado por él años antes porque decía "que quien vivió rodeado de color no puede ser enterrado en una caja lisa". Sobre la madera que conformaba el féretro estaba pintado una escena del puerto de La Boca.
El empresario de pompas fúnebres Federico Cichero relató una vez:

Quinquela escribió una carta a mi padre en 1958 solicitando que le realizara un féretro que él después pintaría y así se hizo. Como las manijas se descascaraban porque no tomaban la pintura, las cambiaron por una especie de baranda de madera.

A raíz de varias inundaciones, por las cuales ingresó el agua, el féretro quedó flotando muchas veces, debiendo ser restaurado por el pintor. En el interior del féretro pintó la bandera argentina, porque quería descansar directamente sobre la madera, y sobre nuestro símbolo patrio. El pidió ser sepultado, pero su esposa prefirió colocarlo en un nicho, en Chacarita.

Después de unos años, se le hizo un mausoleo, al lado del de Sandrini y cuando lo trasladaron allí, el féretro estaba destruido por una filtración que hubo en el nicho. Yo me llevé una manija de recuerdo, y el Administrador del Cementerio me pidió permiso para llevarse la parte de la tapa, donde Quinquela había pintado un barco.

Entonces se lo colocó en otro féretro y se lo ubicó en su mausoleo.
En la ceremonia, hubo familiares, amigos y varios sacerdotes.
En cierta oportunidad se hizo una réplica de ese féretro para presentar en una muestra, cosa que Cichero ratificó, diciendo además que se había expuesto en el "Palais de Glace". Luego pasó a ser conservado por el coleccionista y comerciante, propietario de la galería de arte Zurbarán, Ignacio Gutiérrez Zaldívar.[cita requerida]

## Producción artística

### Contexto
El barrio de La Boca en donde Quinquela se inspiró era un barrio de depósitos, astilleros y construcciones portuarias, casas de chapa y zinc. El barrio era pobre, teñido de grises que era poco parecido a lo que Quinquela dejó. Sus ojos podían ver más allá de lo evidente, podía ver la herencia cultural de cada espacio.
La dependencia sentimental que lo unía al barrio provocó que se lo acusara de monotemático, de ser incapaz de pintar otra cosa pero él se sentía orgulloso de esta característica suya. En una oportunidad le pidieron que pintara un mural en Santiago del Estero. El argumento para no hacerlo fue simple: "De la fusión entre el individuo y el ambiente surge lo que se llama el color local. Santiago del Estero brinda abundante material artístico para los pintores pero yo no me animo a pintarlo. El pintor que lo pinte tendrá que ser santiagueño. El color local requiere un artista local. Y mi color local está en Vuelta de Rocha". Ofrecimientos como éste, rechazó en cantidad a lo largo de su carrera.
Enrique Horacio Gené escribió una extensa obra titulada Quinquela Martín, al análisis de la pintura quinqueliana en relación con su vida, respecto de la relación entre el artista y el medio escribe: 

"...creemos válido señalar desde nuestra visión que si Quinquela se establece en La Boca, no sólo habitando en ella sino desde el punto de vista de la inspiración, y se declara incapaz de encontrar motivos fuera de ella, es porque permanece en esa incertidumbre inicial, hecha de su propia necesidad de decir el deslumbre que le produce sentirse capaz de vivenciar su mundo y hacerlo trascendente. [...] Quinquela, cuya personalidad plástica se desbordó con el tiempo sobre La Boca en verdadero mecanismo de absorción y modificación del entorno, le debe sin embargo su paleta, la de la etapa más conocida de su obra, al color mismo del barrio. Quinquela y La Boca se interpenetraron hasta ser uno mismo".

### Técnica

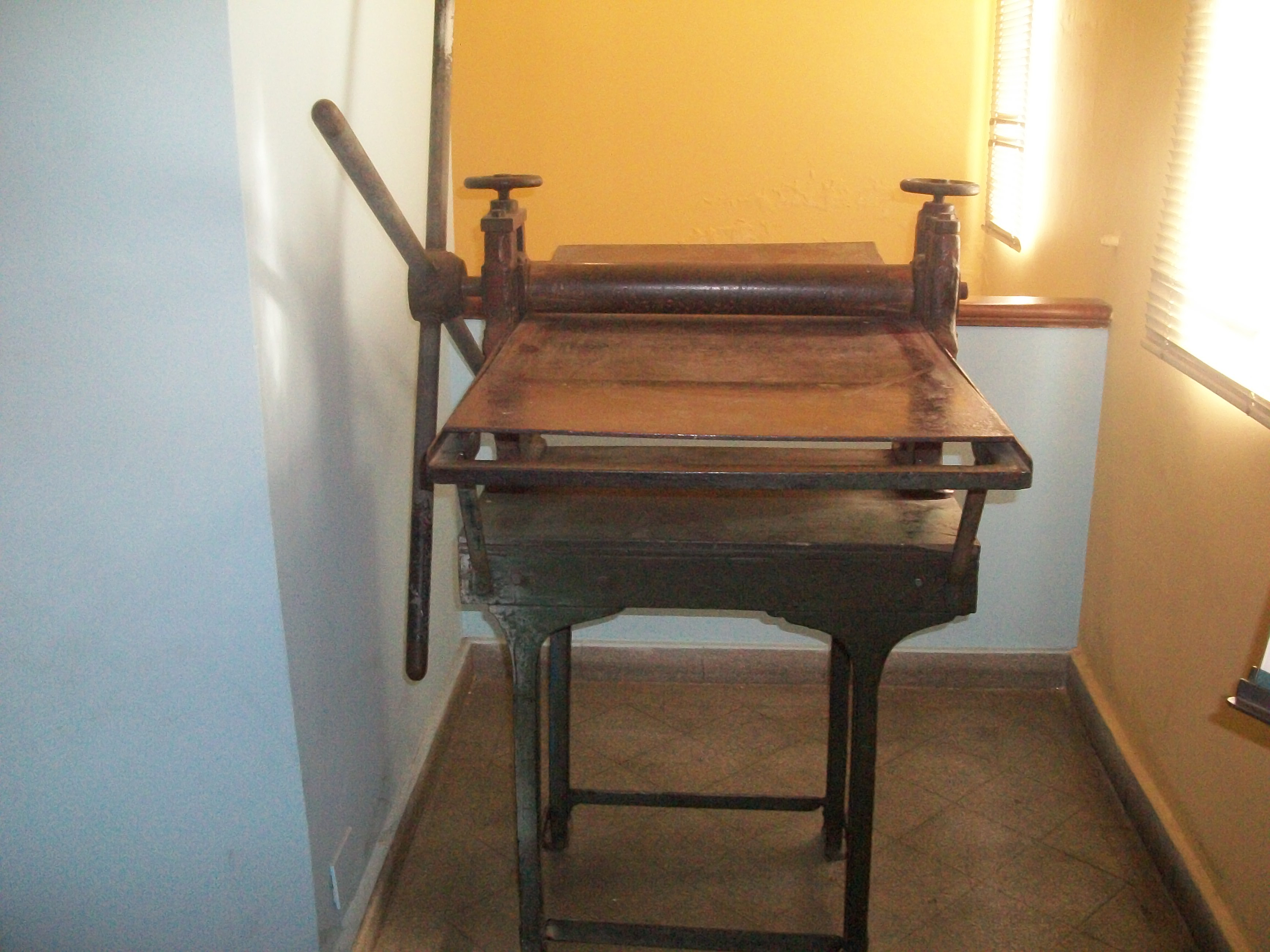
Prensa para aguafuertes de Quinquela, exhibida en el Museo Escuela Pedro de Mendoza.

La originalidad de la técnica de Quinquela sobresale sobre el resto de los pintores de su época, con una pintura rápida que exigía agilidad, fuerza y virilidad en cada trazo. A golpe de espátula demoraba poco en crear un cuadro pero muchas horas en idearlo. Partía de un sólido conocimiento de su medio, de su atmósfera y de la dinámica del paisaje que iba a ilustrar. Con carbonilla hacía un bosquejo que después rellenaba con la espátula. Esta herramienta fue la exclusiva a partir de 1918, antes utilizaba también el pincel. Gené dijo sobre esta técnica que la elección de la espátula supone la necesidad de servir una urgencia realizativa que el pincel hubiese hecho lento. Quinquela empastó su obra aún en los casos que usó pincel, como si lo persiguiera la necesidad de terminar cada una de sus piezas en el menor tiempo posible

### Temática
De todos los motivos que se podía elegir en el barrio para representar en su trabajo eligió el trabajo. Quizá por sus comienzos como carbonero, sabía de las dificultades que tenía y quería reflejarla con el arte. Todas las escenas portuarias pintadas por Quinquela son homenajes al trabajo, protagonizadas por figuras humanas, dinámicas y en constante movimiento cargando bolsas de carbón. En muy contadas ocasiones pintó escenas sin figuras humanas, pues el protagonista siempre fue el hombre.
La crítica Graciela di María, autora de Candido López, Benito Quinquela Martín y Florencio Molina Campos como paradigma de la plástica argentina dijo: "En obras como The bridge al Boca y Descargando carbón Quinquela representa la actividad y agitación de las horas de trabajo. Son escenas de gran dinamismo, de sobriedad colorística, de una paleta tonal baja, sin fuertes contrastes...".
Gené añadió: "Por algo nadie, ni antes ni después de Quinquela, intentó plasmar la representación de la vida ajetreada, de la actividad constante y sin descansos, de la inclaudicable intensidad de las labores de La Boca. Es como si, inventor de una temática y, lo que es más evidente, de una forma de decir desbordante, con él se hubiera agotado ese tema"

### El pintor popular
Es el más popular de los pintores argentinos, y el más querido. Fue endiosado, convertido por sus seguidores en una especie de héroe patrio por haberse mezclado la calidad de su obra artística con la de su obra solidaria. Han aparecido detractores entre la crítica más especializada que pone en duda su condición de artista, su talento y habilidad.
Gené dice cuando se refiere a sus seguidores y detractores que es necesario denunciar una y otra actitud extrema, ya que ambas dañan la imagen del artista, como pintor y hombre. Para poder evaluar la calidad artística del pintor es necesario separar su obra de su vida social.
El hecho de no pertenecer a ninguna escuela o corriente pictórica determinada lo mantuvo al margen del centro de atención de críticos y galeristas y provocó que su pintura no fuera del todo impresionista ni del todo expresionista; no es del todo fovista ni del todo realista. No es fácil de incluirlo en alguna las corrientes pictóricas de la época. Para Quinquela era más importante La Boca que el sistema que estuviese de moda.
Fue autodidacta, jamás estudió pintura en un establecimiento educativo, decía que el exceso académico atentaba contra la originalidad y la personalidad de la obra. Quinquela siempre fue un autodidacta acérrimo y negaba rotundamente el progreso a partir de los programas formales que ofrecían las instituciones oficiales. En sus propias palabras sus dibujos eran diferentes de los académicos que eran fríos y calculados pero afirmaba que la belleza era otra cosa. Él aprendió a pintar solo, dibujando con los carbones, bocetando sin descanso ni escuela, según dijo Gené. El elemento escritor no era carbonilla ni una mina untuosa, sensible a la superficie del papel, sino de un trozo de carbón.
Quinquela tuvo sentimientos nacionales en su obra artística, a nivel temático y de método, como en su labor social. Siempre defendió que la parte patriótica era función del arte y no consideraba que la función didáctica desmereciera en modo alguno su pintura.[cita requerida] Lo expresó en sus murales y en sus dichos. Lo afirmó en una conferencia radial en Tucumán donde sostuvo que mezclar el arte con la política es un error. Por este hecho muchos muros los pintó gratis para beneficiar al país. Por eso defendió la decoración de la Escuela-Museo Pedro de Mendoza.

### Crítica española
Francisco Alcántara, reconocido crítico madrileño, escribió en El Sol de Madrid un artículo que destaca las similitudes entre la pintura, la música y la arquitectura que documentan la profunda comprensión del arte que manejaba Quinquela, un pintor casi espontáneo. Afirma que el que tiene algo para decir encuentra la forma de expresarlo y que los cuadros de Quinquela pertenecen a la clase de pintura en que se ubica la comunidad del alma, de esencia de todas las artes.
Además lo comparó con un artista ibérico por la sencillez y austeridad del idealismo mostrado por Quinquela, lo que deja ver que Alcántara se conmovió con la obra de Quinquela. Esta comparación es valiosa considerando que en ese momento el arte europeo era considerado superior al americano.
José Francés publicó en la Esfera de Madrid un artículo llamado Un pintor argentino: Benito Quinquela Martín donde describe en forma más detallada los cuadros dando un análisis y una semblanza más precisa de la obra de Quinquela. Resaltó la sencillez y la fuerza que se perciben en los cuadros y destacó la lucha personal por sortear las dificultades que se le presentaron en la vida al pintor.
Rafael Doménech publicó en el ABC de Madrid que se destaca la modernidad del arte de Quinquela pero señaló que era un artista de naturaleza pictórica y por ende muy moderno, entendiéndose por moderno ser el último producto de las generaciones artísticas pasadas y el primero de las futuras. Aunque Quinquela siempre siguió al clasicismo antes que modernismo, consideraba a la vanguardia como un peligro para la estética y la sensibilidad del arte. Hacía prevalecer su estilo y modelo por sobre las tendencias ajenas.
Otra crítica de un español que firmaba como Hans, que fue publicada en El Debate de Madrid lo catalogó como un impresionista sui generis. Sostiene que llegó al mismo fin que las escuelas impresionistas tradicionales pero siguiendo caminos nuevos, propios y totalmente espontáneos. En el artículo se puede notar lo impresionado que quedó el autor por la técnica y la temática de Quinquela. Fue la nota más extensa que se publicó en medios madrileños.
No todas las críticas fueron positivas: Fernando Beltrán en la Correspondencia de Madrid lo acusó de artificioso, de querer buscar a propósito un cierto efecto en el observador y de combinar los colores de forma que se dirijan al corazón del observador. El crítico opinó que la exposición realizada en Madrid fue un hecho comercial en exceso y sobrevaluado. Aunque al final de su nota escribió algunos augurios y buenas proyecciones de futuro.